# Буддизм і вегетаріанство
Вегетаріанство не є обов'язковим у буддизмі. У буддизмі вбивство живої істоти суперечить п'яти заповідям, яких повинен дотримуватися кожен буддист. Однак їсти м'ясо чи рибу — це не те саме, що вбивати живу істоту.

## Тгеравада
Згідно з тхеравадою (і деякими течіями махаяни), споживання м'яса вважається етично нейтральною дією, яка не створює поганої карми. Первинним фактором карми є намір, а при споживанні м'яса немає наміру вбивати живу істоту. Однак, навмисне вбивство живої істоти — це дійсно поганий вчинок, який приносить негативні наслідки в теперішньому і майбутньому.
Важливою сутрою, що стосується споживання м'яса Буддою та його ченцями в палійському каноні, є Дживака-сутра, де Будда пояснює лікарю Дживаці, який занепокоєний, бо чув, що люди вбивають тварин, щоб забезпечити м'ясом Будду. Будда пояснює Дживаці, яке м'ясо дозволене для ченців, і повідомляє йому, що вбивство тварин для ченців є дуже поганим вчинком з п'яти причин.

## Магаяна
У буддизмі махаяни споживання м'яса зазвичай вважається негативною практикою. Однак багато буддистів-махаяністів у Тибеті все ще споживають м'ясо, оскільки через велику висоту над рівнем моря та непридатні для сільського господарства землі, овочі там доступні в обмеженій кількості.
У сутрі Ланкаватара, написаній задовго після життя Будди, і в китайському чань-буддизмі (відомому на заході як дзен-буддизм), який значною мірою спирається на неї, існує явна опозиція до споживання м'яса.